# Muireadhach Ier (comte de Menteith)
Muireadhach Ier (également connu sous le nom de Murethach, Murdoch ou même Maurice) est le deuxième Mormaer connu de Menteith. Il a succédé à son père Gille Críst lorsqu'il apparaît dans une charte de Guillaume le Lion confirmant l'église de Moulin à abbaye de Dunfermline. Le document n'est pas daté, mais il semble avoir été écrit entre 1189 et 1198. Muireadhach apparaît de nouveau dans une charte d'accord entre Gilbert, Prieur de Saint-Andrews, et le Céli Dé local qui date de peu après 1198.
Les droits Muireadhach Mór (c'est-à-dire l'aîné) au Mormaerdom sont contestés pas son frère cadet et homonyme nommé Muireadhach, connu ensuite comme Muireadhach Óg (en français, le jeune). L'affaire donne lieu à un arbitrage royal et le souverain se décide à confirmer les droits de Muireadhch Óg. Le 13 décembre 1213, Muireadhach Mór renonce au Mormaerdom, recevant quelques petits domaines et des titres en compensation. On ignore si Muireadhach Mór vit encore longtemps, on ne lui connaît aucune épouse ou descendance.

## Source de la traduction
- (en) Cet article est partiellement ou en totalité issu de l’article de Wikipédia en anglais intitulé « Muireadhach I, Earl of Menteith » (voir la liste des auteurs).